# Vardarac
Vardarac is een plaats in de gemeente Bilje in de Kroatische provincie Osijek-Baranja. De plaats telt 660 inwoners (2001).